# Gekijōban Natsume yūjin-chō: Utsusemi ni musubu
Gekijōban Natsume yūjin-chō: Utsusemi ni musubu (jap. 劇場版 夏目友人帳 ～うつせみに結ぶ～) – japoński film animowany z 2018 roku na podstawie mangi Księga przyjaciół Natsume autorstwa Yuki Midorikawy. Film został wyprodukowany przez studio Shuka i wyreżyserowany przez Hidekiego Itō pod kierownictwem Takahiro Ōmoriego. Scenariusz napisał Sadayuki Murai pod nadzorem Midorikawy. Premiera w japońskich kinach miała miejsce 29 września 2018.

## Fabuła
Natsume udaje się do miasteczka, w którym jego babcia egzorcystka, Reiko Natsume, kiedyś zatrzymała się na pewien czas. Tam spotyka jednego z jej znajomych. Tymczasem Nyanko-sensei podąża za duchami do lasu i kończy z dziwnym nasionem przyczepionym do siebie, które później zamienia się w duchowe drzewo na podwórku przed domem Natsume.

## Obsada
| Postać                             | Seiyū                                   |
| ---------------------------------- | --------------------------------------- |
| Takashi Natsume                    | Hiroshi Kamiya Ayumi Fujimura (dziecko) |
| Madara/Nyanko-sensei               | Kazuhiko Inoue                          |
| Reiko Natsume                      | Sanae Kobayashi                         |
| Shuuichi Natori                    | Akira Ishida                            |
| Kaname Tanuma                      | Kazuma Horie                            |
| Touru Taki                         | Rina Satō                               |
| Jun Sasada                         | Miyuki Sawashiro                        |
| Atsushi Kitamoto                   | Hisayoshi Suganuma                      |
| Satoru Nishimura                   | Ryōhei Kimura                           |
| Touko Fujiwara                     | Miki Itō                                |
| Shigeru Fujiwara                   | Eiji Itō                                |
| Hinoe                              | Akemi Okamura                           |
| Misuzu                             | Takaya Kuroda                           |
| Chobihige                          | Chō                                     |
| Hiiragi                            | Satsuki Yukino                          |
| Jednooki yōkai klasy średniej      | Takashi Matsuyama                       |
| Yōkai klasy średniej o twarzy wołu | Hiroshi Shimozaki                       |
| Kappa                              | Kyōko Chikiri                           |
| Sasago                             | Ayako Kawasumi                          |
| Urihime                            | Akari Higuchi                           |
| Daisuke Yūki                       | Ayumu Murase                            |
| Monmonbō                           | Eiji Kotōge                             |
| Roppon-ude                         | Mizuki Nishimura                        |
| Yorie Tsumura                      | Sumi Shimamoto                          |
| Mukuo Tsumura                      | Kengo Kōra                              |